# الجروم

تعديل مصدري - تعديل

الجروم هي إحدى قرى عزلة سباح بمديرية سباح التابعة لمحافظة أبين، بلغ تعداد سكانها 91 نسمة حسب تعداد اليمن لعام 2004.